# Ashley, Illinois
Ashley là một thành phố thuộc quận Washington, tiểu bang Illinois, Hoa Kỳ. Năm 2010, dân số của thành phố này là 536 người.

## Dân số
Dân số qua các năm:
- Năm 2000: 613 người.
- Năm 2010: 536 người.